# Gallegos de Altamiros
Gallegos de Altamiros település Spanyolországban, Ávila tartományban. Gallegos de Altamiros Bularros, Sanchorreja, Narrillos del Rebollar, Chamartín, Brabos és Villaflor községekkel határos. Lakosainak száma 60 fő (2024).

## Népesség
A település népessége az utóbbi években az alábbiak szerint változott:
| Lakosok száma | 95   | 101  | 87   | 67   | 52   | 68   | 69   | 70   | 63   | 60   |
|               | 2001 | 2004 | 2006 | 2009 | 2011 | 2014 | 2016 | 2019 | 2021 | 2024 |